# روكستار نيو انغلاند
روكستار نيو انغلاند (بالإنجليزية: Rockstar New England)‏ هي شركة أمريكية متخصصة في ألعاب الفيديو ، تأسست عام 1999 من أشهر ألعابها ماكس باين 3 .